# Durbar-Platz (Kathmandu)

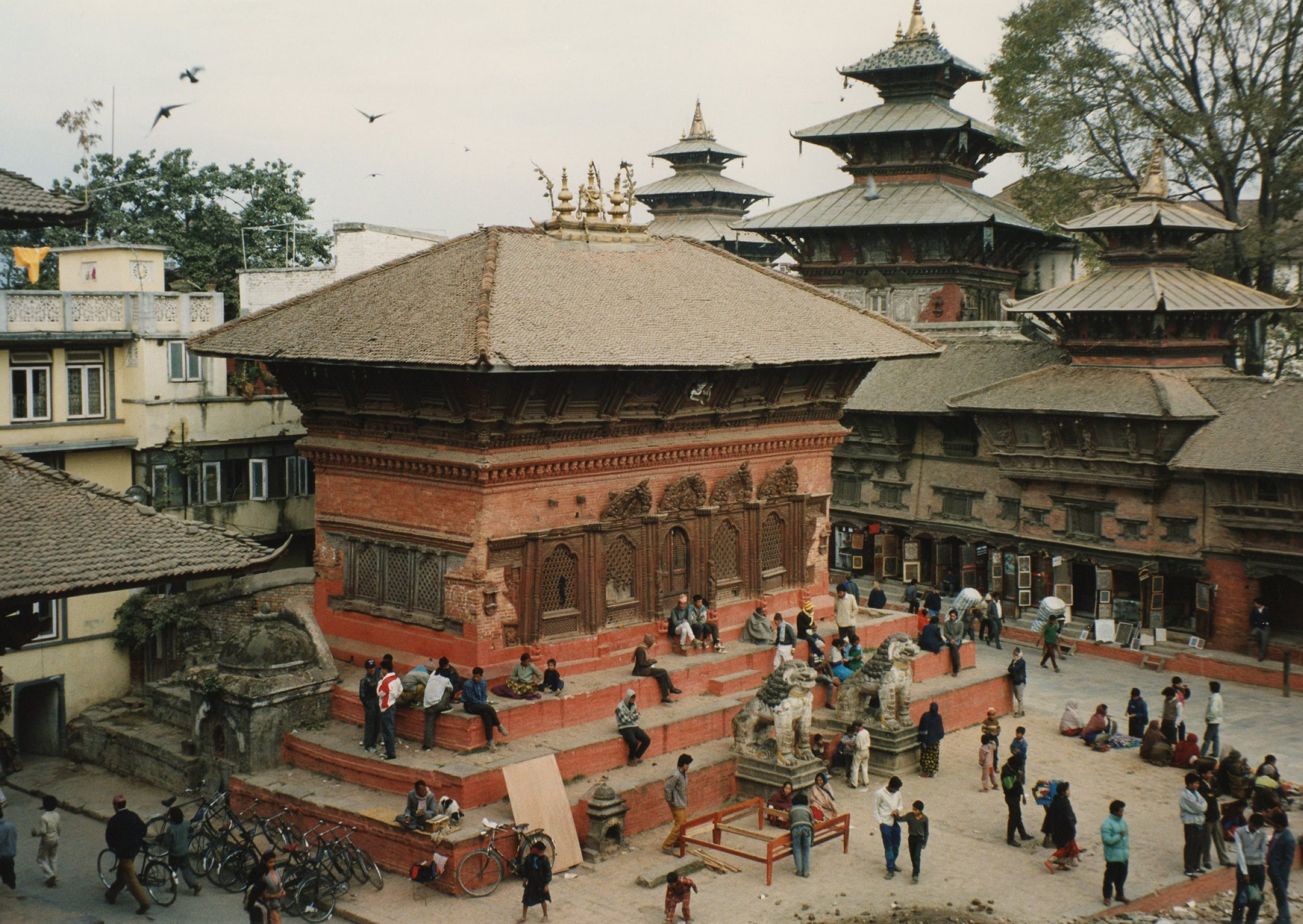
Überblick über einen Teil des Platzes

Der Durbar-Platz (auf Nepali वसन्तपुर दरवार क्षेत्र) in Kathmandu ist der Platz vor dem alten königlichen Palast des Kathmanduischen Königreichs. Es war einer von drei königlichen Plätzen im Kathmandutal in Nepal, die heute UNESCO-Weltkulturerbe sind.
Der Durbar-Platz war umgeben von mehr als 50 Pagoden, Tempeln und Palästen, die meist aus Holz waren und die Kunstfertigkeiten der Newar zeigten und von denen viele beim Erdbeben in Nepal am 25. April 2015 zerstört wurden.

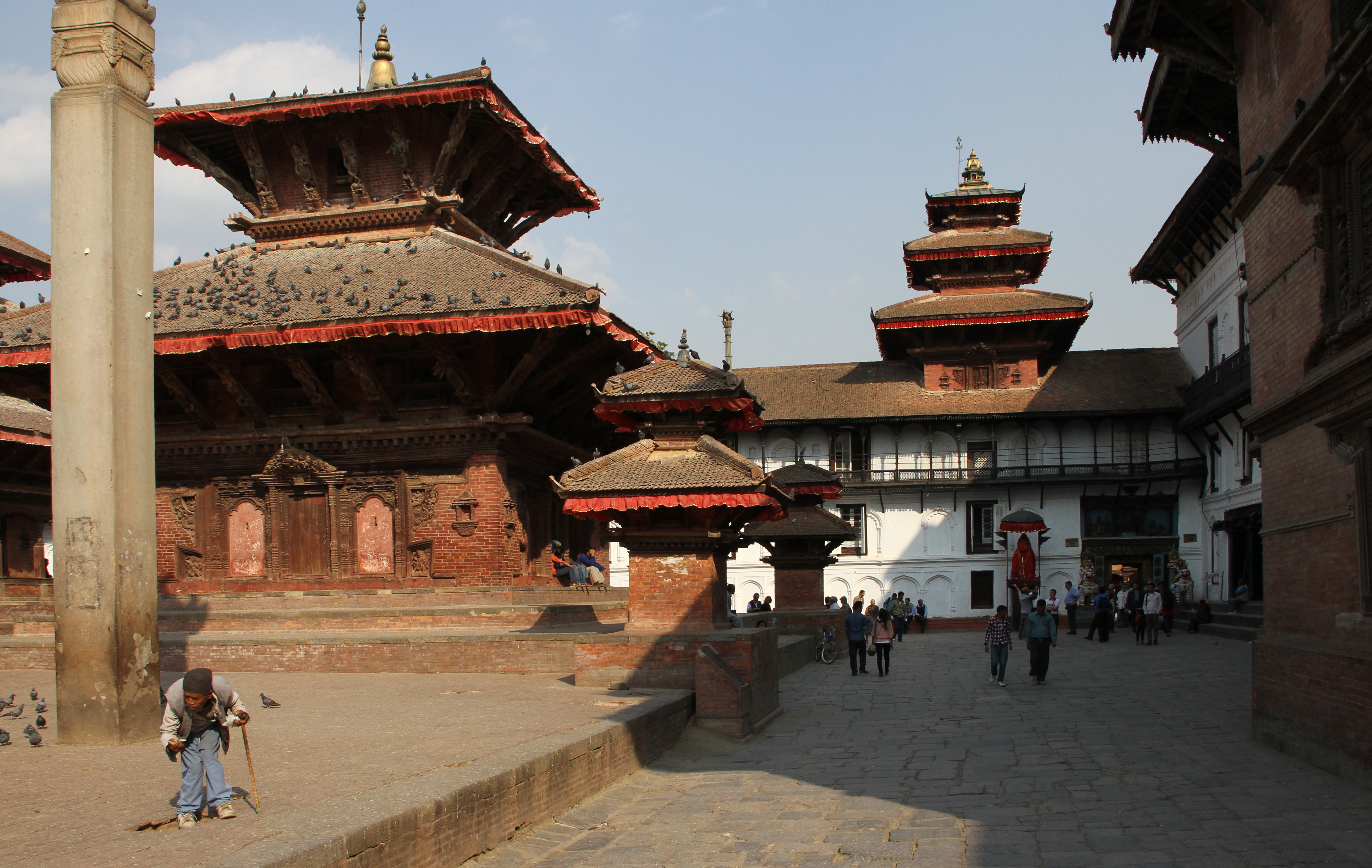
Jagannath-Tempel und Hanuman Dhoka, der Königspalast